# Johan Ulfstjerna (film, 1936)
Johan Ulfstjerna är en svensk dramafilm från 1936 i regi av Gustaf Edgren. I titelrollen ses Gösta Ekman.

## Handling
Det är den sista natten på år 1899, i Helsingfors firar man det nya seklet som står för dörren. Studenterna på universitetet har kårdans och i bland dem finns Helge Ulfstjerna, son till den forne frihetsdiktaren Johan Ulfstjerna, som även han väntar in år 1900 på en stor bal i generalguvernörens palats. 
Trots festligheterna pyr missnöjet. Professor Stenbäck leder studenterna i en underjordisk rörelse mot ryssarna, som gör livet allt svårare för finnarna. Landet ska bli ännu mer ryskt enligt ett nytt lagförslag, som snart ska undertecknas av generalguvernören. Studentrörelsen bestämmer sig därför för att mörda guvernören. Man drar lott och Helge blir den som väljs ut att bli gärningsmannen för detta dåd.

## Om filmen
Filmen premiärvisades 7 september 1936 på biograf Röda Kvarn i Stockholm. Inspelningen av filmen skedde med ateljéfilmning i Filmstaden i Råsunda med exteriörer från Riddarholmen, Birger Jarls torg, Riddarhuset med flera platser i Stockholm av J. Julius. För filmens dansavsnitt svarade koreografen Sven Tropp.
Som förlaga har man Tor Hedbergs pjäs Johan Ulfstjerna som uruppfördes på Svenska Teatern i Stockholm 1907. Hedberg baserade sin pjäs på händelserna i Helsingfors den 16 juni 1904, då den finske studenten Eugen Schauman sköt den ryske generalguvernören Nikolaj Bobrikov och sedan tog sitt eget liv. Pjäsen har tidigare utnyttjats som förlaga för John W. Brunius inspelning av Johan Ulfstjerna från 1923.

## Rollista (i urval)
- Gösta Ekman - Johan Ulfstjerna, byråchef i lotteristyrelsen
- Edith Erastoff - Adelaide, hans hustru, skådespelerska
- Björn Berglund - Helge Ulfstjerna, deras son, student
- Birgit Tengroth - Agda, servitris, Helges fästmö
- Edvin Adolphson - generalguvernören
- Ernst Eklund - professor Stenbäck
- Carl Ström - Ivan Ivanovitj, general
- Hugo Björne - E.L.J. Koskinen, statsråd
- Helge Hagerman - Koskinen junior, hans son, student
- Erik "Bullen" Berglund - Pekka, kusk
- Jullan Jonsson - Lina, Ulfstjernas hushållerska
- Carl Deurell - Agdas far, typograf
- Allan Bohlin - generalsekreteraren
- Arne Lindblad - generalguvernörens sekreterare
- Georg Fernquist - generalguvernörens lakej[6]

## Filmmusik (i urval)
- Frihet är det bästa ting (Bisp Thomas frihetssång), kompositör Josef Jonsson, text Tomas Simonsson, framförs av okänd manlig sångare
- Wiener Kreutz Polka, kompositör H.A. Zarmann, instrumental.
- Maamme/Oi maamme, Suomi, synnyinmaa (Vårt land, vårt land), kompositör 1843 Fredrik Pacius, svensk text 1846 Johan Ludvig Runeberg finsk text 1848 Paavo Cajander
- Daisy Bell (Isabella), kompositör och text Harry Dacre, svensk text 1906 Alma Rek, musikarrangör Sam Rydberg, sång Jullan Jonsson[7]